# 贝尔西亚尔德萨帕尔迭尔
贝尔西亚尔德萨帕尔迭尔，是西班牙卡斯蒂利亚-莱昂阿维拉省的一个市镇。 总面积17km2, 总人口291人（2001年），人口密度17人/km2。